# Jüdischer Friedhof (Hoštice u Volyně)
Koordinaten: 49° 11′ 57,6″ N, 13° 54′ 2,5″ O

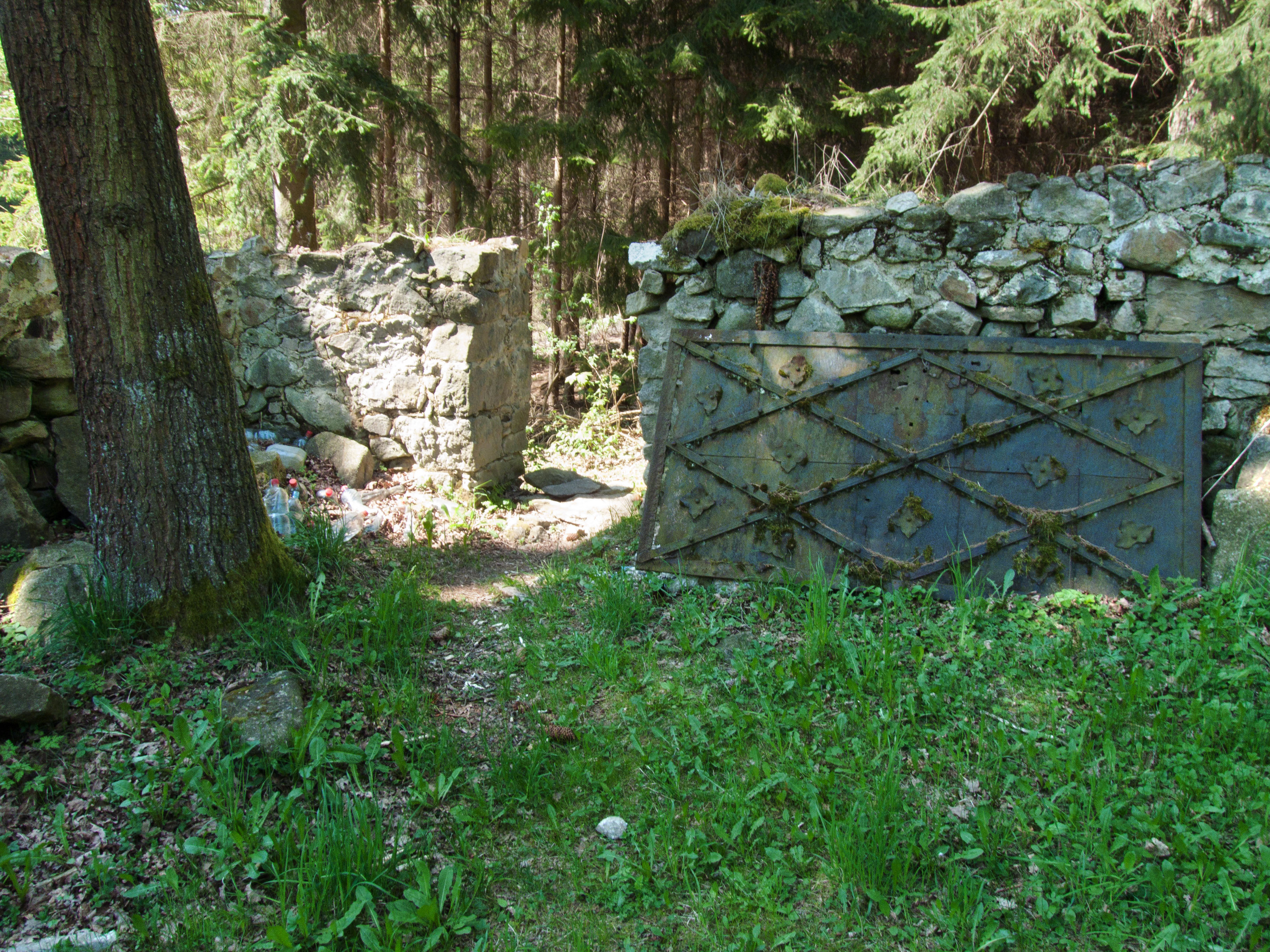
Eingang zum jüdischen Friedhof in Hoštice u Volyně

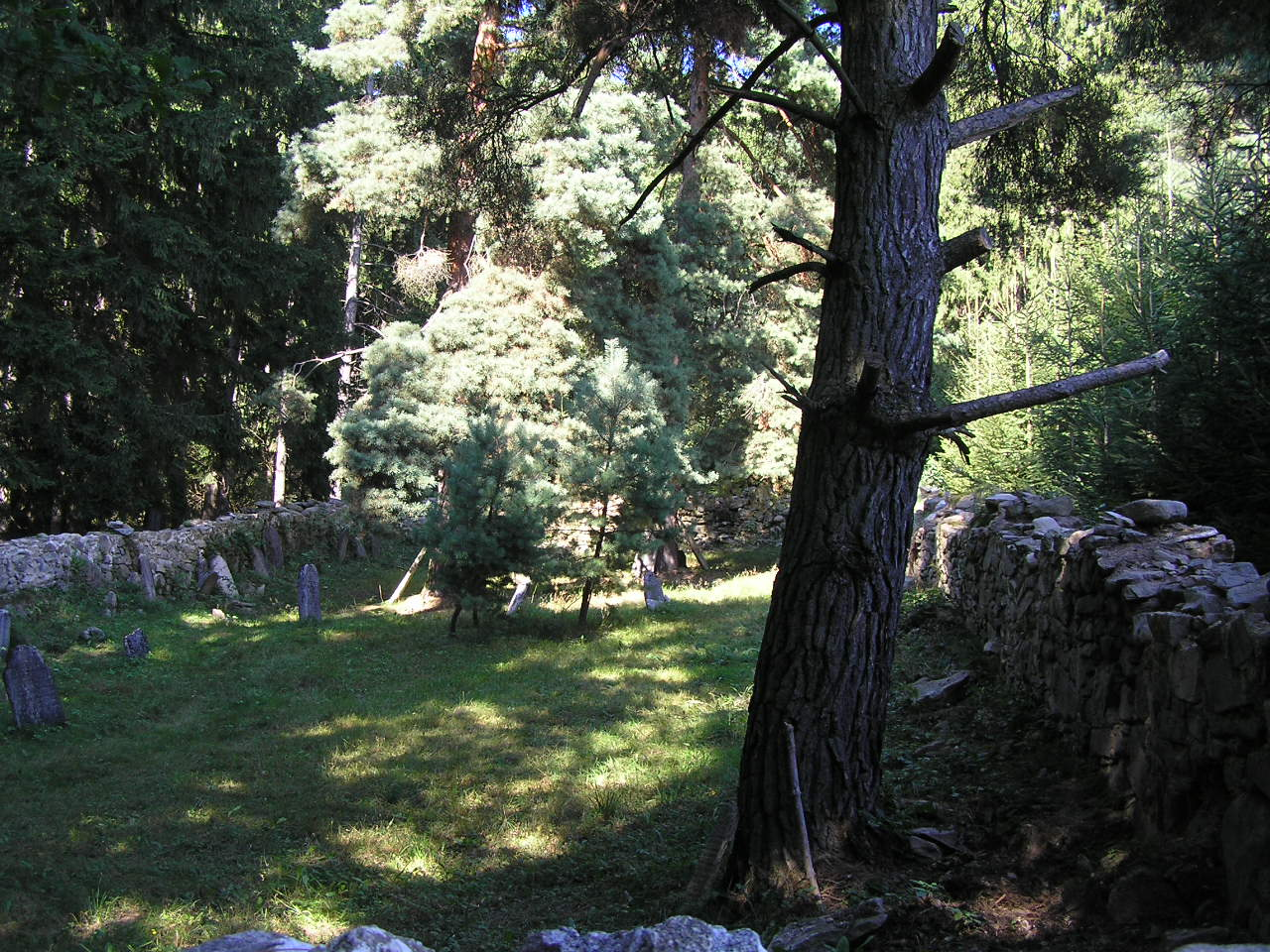
Ansicht des Friedhofs

Der Jüdische Friedhof in Hoštice u Volyně (deutsch Hostitz), einer tschechischen Gemeinde im Okres Strakonice der Südböhmischen Region, wurde in der ersten Hälfte des 18. Jahrhunderts angelegt. Der jüdische Friedhof, einen Kilometer nordwestlich des Dorfes am Waldrand, ist seit 1988 ein geschütztes Kulturdenkmal.
Auf dem 543 Quadratmeter großen Friedhof sind noch circa 50 Grabsteine (Mazewot) vorhanden.